# Pseudochiridium triquetrum
Espèce
Pseudochiridium triquetrum est une espèce de pseudoscorpions de la famille des Pseudochiridiidae.

## Distribution
Cette espèce est endémique de Nouvelle-Guinée occidentale en Indonésie. Elle se rencontre vers Ajappo.

## Description
Les mâles mesurent de 1,05 à 1,1 mm et la femelle 1,3 mm.

## Publication originale
- Beier, 1965 : Die Pseudoscorpioniden Neu-Guineas und der benachbarten Inseln. Pacific Insects, vol. 7, no 4, p. 749-796 (texte intégral).